# Ibrahim Qaschusch
Ibrahim Qaschusch (arabisch إبراهيم قاشوش, DMG Ibrāhīm Qāšūš; * 3. September 1977 in Hama, Syrien; † 3. Juli oder 4. Juli 2011 ebenda) war das Opfer eines Mordes während des Syrischen Bürgerkriegs. Ihm wurde posthum in internationalen Medienberichten die Rolle eines führenden Autors und Sängers von Protestliedern in seiner Heimatstadt zugeschrieben. Als vermeintlich aus Rache für seine Gesangsauftritte ermordeter Zivilist wurde er zu einer Symbolfigur des Bürgerkriegs. Spätere Medienberichte warfen jedoch Zweifel an dieser Darstellung auf.

## Darstellung als ermordeter Protestsänger
Über Qaschuschs Leben gibt es kaum gesicherte Angaben. Zu Lebzeiten war sein Name auch in Hama weitgehend unbekannt. Der US-amerikanische Journalist Anthony Shadid, der noch im Juli 2011 in Hama Einheimische zu Qaschusch befragte, berichtete in der New York Times von der Existenz zahlreicher Gerüchte. In verschiedenen, sich widersprechenden Medienberichten wurde Qaschusch jeweils als Feuerwehrmann, Wachmann, Bauarbeiter oder populärer Sänger bezeichnet. 
Qaschusch soll am 3. Juli 2011 entführt worden sein und wurde am folgenden Tag tot im Fluss Orontes aufgefunden. Ihm waren die Kehle durchgeschnitten und die Stimmbänder entfernt worden. Wenige Tage nach seinem Tod verbreitete sich mit Bildern seiner Leiche die Nachricht, Qaschusch sei Autor und Sänger des populären Protestlieds „Jalla, irhal ja Baschar“ (arabisch يلا إرحل يا بشار, übersetzt „Los, Baschar, verschwinde!“), das gegen Präsident Baschar al-Assad und die regierende Ba'ath-Partei gerichtet ist. Das eingängige Lied war seit Juni auf dem zentralen Platz Hamas bei den Massendemonstrationen gesungen worden und hatte sich anschließend als eine Hymne der Revolution über die gesamte syrische Protestbewegung verbreitet. Die Versammlung vom 1. Juli war dabei bis dahin die größte Anti-Assad-Demonstration des ganzen Landes.

## Reaktionen
Nach dem Bekanntwerden seiner Ermordung wurde Qaschusch aufgrund der Berichte von Demonstranten inner- und außerhalb Syriens als „Nachtigall der Revolution“ gefeiert und als Märtyrer und Symbolfigur des Aufstands geehrt. Im Ausland protestierten unter anderem Schriftstellerverbände mit öffentlichen Erklärungen gegen die Ermordung des vermeintlichen Protestsängers. Der Fall wurde derart prominent, dass die US-amerikanische Fernsehjournalistin Barbara Walters in einem seltenen Exklusivinterview Präsident Assad im Dezember 2011 direkt auf Qaschusch ansprach. Assad antwortete, nie von Qaschusch gehört zu haben. Auch im jährlichen Bericht des US-Außenministeriums zur Menschenrechtslage in Syrien vom Frühjahr 2012 wird Qaschusch als ein von Polizisten aus Rache für sein Protestlied gefolterter und ermordeter Sänger erwähnt. Als solcher fand Qaschusch auch Eingang in die wissenschaftliche Literatur.
Die syrischen Behörden widersprachen der sich auf Aktivistenkreise stützenden Darstellung Qaschuschs als von Geheimdienst-Angehörigen ermordeten Protestsänger und gaben an, er habe nichts mit dem bekannten Lied zu tun, sondern sei ein Informant gewesen, dessen Ermordung durch Unbekannte nun zur Aufstachelung weiterer Gewalt ausgenutzt werden solle. Der Blog The Truth about Syria verwies dabei 2012 unter anderem auf Aussagen eines Oppositionellen aus Hama, der in Haft ein Geständnis abgelegt und vor einer Kamera Angaben unter anderem zu Qaschusch gemacht hatte.

## Späte Klarstellung durch Abdel Rahman Farhood
In einem 2016 in Großbritannien erschienenen Magazinartikel bekannte sich der inzwischen im Exil lebende syrische Oppositions-Aktivist Abdel Rahman Farhood zu seiner Identität als Autor und Sänger des Qaschusch zugeschriebenen Protestlieds. Er gab an, selbst im Juli 2011 aus den Medien erfahren zu haben, dass der Sänger von Jalla, erhal ja Baschar! ermordet aufgefunden worden sei. Anschließend sei es für ihn nicht ratsam gewesen, diese Darstellung zu dementieren, die sowohl für die Revolutionäre als auch für die Regierungstreuen akzeptabel gewesen sei. Qaschusch habe er nicht gekannt, wie auch sonst niemand gewusst habe, wer Qaschusch sei oder wer ihn getötet habe. Bereits im Juli 2011 hatte die New York Times Farhood als Autoren und zumindest gelegentlichen Sänger des Liedes porträtiert. Auch im Blog The Truth about Syria war Farhood 2012 als Autor und Sänger von Jalla, erhal ja Baschar! identifiziert worden.

## Musikalische Würdigung
Im Februar 2012 veröffentlichte der syrischstämmige Pianist Malek Jandali ein auf der Melodie von Jalla, irhal ja Baschar basierendes Musikstück, das er „Freedom (Qashoush Symphony)“ nannte.